# Revolver (álbum)
Revolver es el séptimo álbum de estudio de la banda de rock The Beatles lanzado al mercado el 5 de agosto de 1966 por EMI. Fue el último álbum lanzado antes de que la banda decidiera abandonar los escenarios y las giras, a favor de la experimentación en los estudios de grabación. Ha sido considerado como uno de los álbumes más grandes e innovadores en la historia de la música popular, con reconocimiento centrado en su variedad de estilos musicales, diversos sonidos y contenido lírico.
El álbum estuvo acompañado por el sencillo doble «Eleanor Rigby/Yellow Submarine», ambas canciones convirtiéndose en número uno en Reino Unido, mientras que en los Estados Unidos ocuparon el primer y segundo lugar respectivamente. También se lanzó previamente por el sencillo de «Paperback Writer/Rain».
Revolver presentó varios nuevos desarrollos estilísticos que llegarían a ser más pronunciados en álbumes posteriores. Logró llegar al número uno en la lista de éxitos de varios países, entre ellos, el Reino Unido, Estados Unidos, Suecia y Australia, entre otros.
Aunque en el álbum Rubber Soul de 1965, la banda ya había empezado a experimentar tanto en la composición de sus canciones, como en el estudio, Revolver marca el dominio de estas mejoras, tanto así que se le considera obra cumbre del rock psicodélico. Así mismo es considerado como uno de los álbumes más innovadores, con una gran gama de sonidos, y un rico contenido musical y lírico, hizo toda una revolución en los estándares de grabación y de escritura musicales.
La portada del álbum, diseñada por Klaus Voormann consiste en dibujos de los cuatro integrantes de la banda, aunque para George Harrison, debido a los problemas para dibujarlo, recurrió a extraer ojos y boca de una fotografía del músico, para ponerlas en la imagen, también contiene un collage de varias fotos de la banda. Esta fotografía ganó el Grammy a mejor portada.
Revolver es citado frecuentemente como uno de los mejores álbumes de la historia de la música popular y del rock. En 1997 fue seleccionado en el tercer puesto de los mejores álbumes de todos los tiempos en una votación de Music of the Millennium dirigida en el Reino Unido por prestigiosos medios, como son HMV, Channel 4, The Guardian y Classic FM. En febrero de 1998 los lectores de la Q magazine colocaron al álbum en el segundo lugar, mientras que en el año 2001, la cadena de televisión VH1 lo situó en el primer puesto de entre los mejores 100 álbumes de todos los tiempos.
Revolver fue también votado como mejor álbum en el Virgin All Time Top 1,000 Albums. Una crítica de PopMatters describió el álbum como «[la obra] de la banda más grande de la historia de la música popular, cuyos miembros alcanzaron su punto más alto a nivel musical en el tiempo exacto», mientras que la revista Ink Blot afirmaba que el álbum «se mantiene en la cumbre de la música popular occidental».
En 2003, Rolling Stone lo colocó en el puesto 3 de su lista de los 500 mejores álbumes de todos los tiempos, y en el puesto 2 de la lista elaborada por la revista NME.
En 2022 fue hecha una edición remezclada del álbum; mediante la inteligencia artificial usada en los documentales Get Back dirigidos por Peter Jackson. Los encargados de la nueva mezcla estereofónica fueron Giles Martin y Sam Okell.

## Trasfondo
The Beatles acababan de lanzar su aclamado y comercialmente exitoso álbum Rubber Soul, el estándar de la música popular se había elevado. The Beatles habían pasado de enfocarse en sencillos exitosos a procurar una mayor calidad en sus álbumes, esto hizo que también hicieran una mayor cantidad de tomas y de tiempo para grabar sus álbumes.
En enero de 1966, The Beatles grabaron algunos doblajes de sus voces, del material en vivo por su gira por Estados Unidos en 1965, todo esto para que se incluyeran en la película del concierto The Beatles at Shea Stadium, película que Brian Epstein quería que fuera seguida por otra película que sería acompañado por un álbum, tal como hicieron con A Hard Day's Night de 1964 y Help! de 1965, aunque el proyecto fue rechazado muy pronto, esto sería seguido de otra extenuante jornada de conciertos los 3 meses destinados a las grabaciones de la supuesta película se convirtieron en un largo descanso para que la banda se preparara para un nuevo álbum.
El grupo estaba pasando por un gran cambio, reflejado por el principio de la era psicodélica de la banda, precedido con la experimentación de George Harrison y de John Lennon con el LSD y el creciente interés de los mismos con diferentes conceptos filosóficos, especialmente con respecto a la naturaleza ilusoria de la existencia humana. Ringo Starr se unió a Lennon y Harrison para ingerir la droga, y con eso, empezó la insistencia a Paul McCartney para que probara el LSD, pero él se negó.
Mientras esto pasaba en el estudio con la banda, Barry Miles lideraba el movimiento de contracultura, que fue acompañado con la cultura musical Underground.
Antes de que se fueran de gira mundial, Epstein dejó que Maureen Cleave entrevistara a la banda por separado, cada uno en su entorno, estos artículos serían publicados en el diario The Evening Standard de Londres en marzo del mismo año. Maureen observaba como los miembros de la banda tenían personalidades muy diferentes a cómo se percibían las representaciones simplistas del momento. Lennon reflejaba una actitud intuitiva, era perezoso y estaba insatisfecho de su fama, McCartney por su lado, reflejaba confianza y un gran interés por aprender y tener diferentes posibilidades musicales, tal como ya habían hecho Harrison y Lennon en las sesiones del Rubber Soul. Esto refleja como Lennon tenía menos interés en liderar al grupo, cediendo el puesto a McCartney, mientras tanto Harrison tenía una gran maduración en cuanto a composición lírica y musical, teniendo un gran interés por la cultura de la India y por el sitar desde que escuchó la banda sonora de Help!

## Grabación
The Beatles tenían la esperanza de trabajar en una instalación mejor y más moderna que los estudios de EMI en Londres en Abbey Road Studios y quedaron totalmente impresionados gracias al sonido en los registros creados en Stax Studio en Memphis, estudios propiedad de Stax Records, una de las más importantes compañías discográficas de la historia de la música soul, contemporánea de la archipopular Motown. En marzo de 1966, Epstein vio una gran posibilidad de grabar el nuevo álbum en Stax, donde, según una carta escrita por Harrison dos meses después, el grupo tenía la intención de trabajar con el productor Jim Stewart. La idea se abandonó después de que los vecinos empezaran a acudir al edificio Stax, al igual que se dejaron los planes alternativos para utilizar Atlantic Studios en Nueva York o las instalaciones de Motown en Hitsville USA en Detroit.
A la banda nunca le gustó grabar una segunda toma de sus voces para doblar el sonido de las mismas, así que Ken Townsend, técnico del estudio, creó el primer sistema doble tracking automático (ADT, por sus siglas en inglés), tomando la señal y desfasándola ligeramente para que se crearan dos sonidos, mediante unos segundos de grabación de cinta magnética. Modificando la velocidad y la frecuencia del sonido, se podían crear una gran variedad de sonidos, técnica que se usó a lo largo del álbum.
Las sesiones empezaron con la canción de Lennon, «Tomorrow Never Knows», con George Martin al mando de la producción de nuevo. La primera vez que Lennon tocó la canción fue en Chapel Street 24, la casa de Epstein, con la presencia de él, del grupo y de George Martin. Para el momento, la canción tenía un único acorde de do y estaba basada en la música tradicional india. George Martin vio potencial en la canción, dijo que era «bastante interesante». Para cuando estaban en el estudio, Norman Smith se había retirado como Ingeniero de sonido, un Geoff Emerick de 19 años había entrado al estudio, contratado para sustituir a Smith para la primera sesión del Revolver, sesión que tuvo lugar el 6 de abril de 1966 a las 8:00 de la mañana en el Estudio Tres de Abbey Road.
Lennon le dijo al productor Martin que su voz debía sonar como «cien monjes tibetanos», la dificultad para lograr el sonido que Lennon quería con el equipo que se tenía era muy grande, tanto que incluso John propuso cantar suspendido a una cuerda, idea vetada por George Martin. En vez de eso, Emerick propuso la idea de utilizar el Altavoz Leslie, capaz de tener el efecto requerido por John sin la necesidad de usar alguna cuerda. Al final, el efecto se consiguió haciendo pasar la voz de Lennon a través de la cabina, parando el circuito electrónico de la misma y volviendo a regrabar la voz cuando esta era emitida por la cabina. Así se obtenía un efecto de vibrato, que hasta el momento solo se conseguía con el Órgano Hammond.
«Tomorrow Never Knows» es considerada uno de los primeros temas de rock psicodélico,[cita requerida] y el primero en el esquema de la música popular, incluyendo elementos originales como el backmasking, guitarras modificadas, para ser tocadas a la inversa, efectos vocales e instrumentos musicales orientales como el sitar o el tanbur, proporcionados por Harrison y la primera en incluir loops, McCartney fue el que proporcionó una bolsa de ¼ de pulgada de bucles de cinta de audio que había hecho en su casa después de haber escuchado "Gesang der Jünglinge" de Stockhausen. Al deshabilitar la cabeza magnética de una grabadora mientras el bucle de cinta está devanando en una grabación, la cinta se regrababa constantemente, creando un efecto de saturación, una técnica que se utiliza mucho también en la música concreta. La cinta también podía modificarse para que fuera más rápida o más lenta. McCartney alentó a los otros Beatles a utilizar los mismos efectos y crear sus propios bucles.
Las numerosas cintas que McCartney proporcionó fueron reproducidas en cinco máquinas BTR3 de cinta, y controladas por los técnicos de EMI en el estudio dos en Abbey Road el 7 de abril. Los cuatro Beatles controlaron la mesa de controles de cada máquina, mientras que Martin variaba el sonido estéreo. Las cintas fueron hechas (como la mayoría de las otras cintas), por superposición y aceleración (0:07) Martin explicó que la mezcla final de los bucles de cinta nunca podría ser repetida debido a la forma compleja y aleatoria en la que fue establecida la música.
Los bucles de cinta contenían lo siguiente:
- El efecto de una "gaviota" o "indio americano" (que fue hecho por McCartney gritando/riendo).
- Un acorde orquestal en si bemol mayor (extraído de una sinfonía de Sibelius) (0:19)
- Un mellotron, tocado con el registro de flauta (0:22)
- Otro mellotron reproducido en un tiempo de en 6/8, tocado con el registro de "3 violines" (0:38)
- Una secuencia ascendente que suena a sitar (en realidad está tocada con una guitarra eléctrica, con el sonido invertido y drásticamente acelerado), grabado con una gran saturación y aceleración (0:56)
- El solo de guitarra de "Taxman" se sobrepuso en la segunda mitad de la parte instrumental. El solo fue cortado, invertido y adaptado al tono.

Este tipo de efectos con bucles no fueron solo usadas aquí, sino que se utilizaron en distintas otras ocasiones, como por ejemplo en "Carnival of Light", compuesta por McCartney, con el apoyo de todos los integrantes del grupo, que fue grabada durante las sesiones del álbum Sgt. Pepper's Lonely Hearts Club Band, pero nunca fue lanzada, solo en un festival donde se expuso la canción, o en la canción experimental de Lennon, "Revolution 9", del álbum The Beatles.
Existe una diferencia entre las mezclas mono y estéreo es la intro: El primer acorde hace un fundido gradual en la versión en estéreo, mientras que en la versión en mono experimenta un fundido de entrada más repentino. Las versiones mono y estéreo también tienen el fundido de entrada del bucle de la cinta con escasa diferencia de tiempo y a diferentes volúmenes (en general, los bucles están más altos en la mezcla mono). En la versión en estéreo podemos encontrar un pequeño acople que entra después del solo de guitarra, pero que se eliminó en la edición de la mezcla mono.
Got to Get You into My Life fue grabada entre el 7 de abril al 17 de junio, donde evolucionó en la composición de la canción considerablemente desde las primeras tomas al resultado final. La primera versión parece haber sido difícil de arreglar, hasta que llegaron los cuernos con un estilo de Soul, que recuerdan bastante al Stax' Memphis Soul y al sonido del Motown, estas primeras tomas, grabadas desde el primer día de las sesiones carecen de los mencionados cuernos, pero tenían una gran presencia del armonio y la guitarra acústica, además de una sección a capela donde John y George repiten "I need your love" ("Necesito tu amor")
El latón tenía micrófono cercanos en las campanas de los instrumentos y luego pasaba por un limitador. Esta sesión, el 18 de mayo, marcó la primera vez que los Beatles habían usado una sección de trompeta. El instrumento de percusión más predominante es la pandereta doblada. Las mezclas mono y estéreo de la grabación presentan diferentes improvisaciones en el desvanecimiento: la presencia de una segunda pista vocal también es más sutil para la mayoría de las versiones mono.
La primera canción que Harrison trabajó fue su aclamado tema "Love You To", aunque fue trabajada con el nombre de Granny Smith. Las sesiones empezaron el 11 de abril, donde se hizo el Basic track en los estudios de Abbey Road Studios, originalmente se grabó con George a la guitarra acústica, mientras que McCartney hacía las vocales del coro. Al final del día se hicieron 3 tomas de la canción, que fue evolucionando. con Harrison presentando su sitar en la última de las tres tomas. Las siguientes tomas tuvieron a Anil Bhagwat en la tabla, músico que George conoció gracias a Patricia Angadi, además de otros músicos de sesión, provenientes del Asian Music Circle que proporcionaron otro sitar y una tambura para algunas tomas de la canción
Anil Bhagwat recuerda que:

George me dijo lo que quería y sintonicé la tabla con él. Me sugirió que tocara algo al estilo de Ravi Shankar, con 16 tiempos, aunque estuvo de acuerdo en que improvisaría. En la música india todo es improvisación.

Después de que Bhagwat y Harrison ensayaran juntos la canción en repetidas ocasiones, se hicieron grabaciones para las tomas que fueron grabadas ese mismo día con la tabla y el sitar. Al final, la toma 6 fue seleccionada como la mejor. El 13 de abril se realizó una mezcla de reducción en la toma 6, donde se liberó espacio para más sobregrabaciones en la cinta de cuatro pistas disponible en el estudio, las sobregrabaciones incluían a Ringo en la pandereta, Harrison en una guitarra con distorsión, McCartney haciendo una voz secundaria en la frase "They'll fill you in with all their sins, you'll see", esta se conoce como la toma 7, la final.
Las canciones "Paperback Writer" y "Rain" fueron las canciones que le siguieron a "Love You To" en las sesiones del álbum, no fueron incluidas en el álbum, pero fueron lanzadas como sencillo a fines de mayo, lado A y lado B respectivamente.
La primera en grabarse del sencillo que acompañó al álbum fue "Paperback Writer" fue una canción inspirada en la tía de McCartney (que fue el compositor principal), quien sugirió que su sobrino escribiera una canción que no tuviera una temática de amor, para eso, McCartney se inspiró en composiciones del Rubber Soul, que no tenían algún toque romántico, tal como "Nowhere Man" y "The Word" de Lennon y "Think for Yourself" de Harrison. A Paul se le ocurrió la idea de escribir una canción cómica acerca de un escritor de novelas baratas, ya que Ringo estaba leyendo en las sesiones un libro de tapa blanda, de ahí la idea.
Las sesiones tomaron lugar los días 13 y 14 de abril, siendo una canción relativamente fácil de grabar, donde las sesiones tomaron un giro cómico, con Harrison y Lennon riéndose y bromeando. El personal incluía a George a la guitarra rítmica proporcionando el riff de guitarra y con Ringo a su batería Ludwig, dejando a Paul al bajo y a la guitarra principal, John conformándose con tocar la pandereta.
John Lennon escribió su tema "Rain" inspirándose en una llovizna que experimentó durante una gira de la banda en Australia, cuando en su llegada al aeropuerto de Melbourne, donde había un muy mal clima, con Lennon haciendo el comentario de que "Nunca he visto una lluvia tan fuerte, excepto en Tahití"
La grabación comenzó el 14 de abril de 1966, en la misma sesión de "Paperback Writer", y concluyó el 16 de abril, con una serie de tomas adicionales para hacer la mezcla final. En ese momento, The Beatles estaban entusiasmados por la experimentación que habían utilizado en el estudio para lograr nuevos sonidos y efectos. Estos experimentos fueron utilizados más tarde en Revolver. Geoff Emerick, que fue el ingeniero de grabación de ambas sesiones, describió una técnica que utilizó en la canción, que consistía en modificar la textura sonora de la cinta para dar el efecto de que "iba más rápida de lo normal". Después de reproducir la cinta a velocidad normal, "la música tenía una calidad tonal radicalmente diferente". Una técnica similar fue usada para alterar el tono vocal de Lennon. Fue grabada en una grabadora ralentizada, de tal manera que la voz de Lennon se oyera más fuerte cuando se reprodujera a una velocidad normal. El último verso de la canción incluye la voces al revés, que fue uno de los primeros usos de esta técnica en una grabación musical. La técnica de la voz al revés fue utilizada en las líneas "When the sun shines", "Rain", y "If the rain comes, they run and hide their heads". Tanto Lennon y el productor George Martin han declarado ser autores de esa idea. Lennon dijo:

Después de que terminara una sesión de grabación, especialmente de esta canción —que finalizó entre las cuatro y las cinco de la mañana— fui a casa con una cinta de la grabación para ver qué más se podía hacer con ella. Y estaba muy cansado, ya sabes, sin saber lo que estaba haciendo, y se me ocurrió poner la cinta en mi propia grabadora de cintas y sucedió que la había puesto al revés. Y me gustó más como se oía. Así fue como pasó.

Geoff Emerick confirmó ese accidente creativo de Lennon, pero Martin recuerda que:

Yo siempre estaba jugando con las cintas y pensé que sería divertido hacer algo más con la voz de John. Así que aumenté un poco su voz pasándola por la máquina de cuatro pistas, la puse en otro carrete, pero al acomodarse, la cinta corrió hacia atrás para poder ajustarse. John no estaba en ese momento, pero cuando regresó, quedo sorprendido por cómo se oía.

Las sesiones de la canción inspirada en el LSD de Lennon, "Doctor Robert", fue grabada en el 17 de abril, Fue una pista relativamente sencilla de grabar, comparación con las canciones más experimentales como "Tomorrow Never Knows" y "Rain". La banda logró una pista básica satisfactoria después de solo siete tomas, con una formación compuesta por Lennon en guitarra rítmica, McCartney en bajo, Harrison en las maracas y Ringo Starr en la batería. Harrison luego superpuso la guitarra solista, la trató con doble seguimiento automático (ADT) y la alimentó a través de un Altavoz Leslie para mejorar el sonido, y Lennon agregó armonio sobre los dos puentes. McCartney tocó una parte de piano que está totalmente ausente en la mezcla final
Se agregaron voces a la pista en la próxima sesión del grupo, el 19 de abril. Estos consistían en la voz principal de Lennon y la parte de alta armonía de McCartney, y Harrison suministrando una tercera voz sobre los puentes. La voz de Lennon también fue tratada con ADT. La canción se mezcló en mono para su lanzamiento en Estados Unidos el 12 de mayo y en estéreo el 20 de mayo. Posteriormente se remezcló en mono el 21 de junio.
"And Your Bird Can Sing" fue otra canción relativamente fácil de grabar, trabajada originalmente como "You Don't Get Me", grabada el 20 de abril de 1966, en el est. The Beatles grabaron dos tomas de "And Your Bird Can Sing", empezando con el ritmo de la guitarra y la batería. Después, se sobregrabaron tres pistas vocales de John Lennon, las armonías de Paul y George, la pandereta y el bajo. En esta toma hubo un error, ante el que Paul McCartney y John Lennon se ríen. Esta versión de la canción fue rechazada, pero fue lanzada con la risa completa de John y Paul en Anthology 2.
El grupo decidió volver a grabar la canción el 26 de abril, donde se grabaron de la toma 3 a la 13. Estas tomas tenían algo muy diferente, puesto que la primera versión estaba en Re mayor, estas tomas se grabaron en Mi mayor y los guitarristas aplicaron a sus guitarras un capo para que se permitiera el ajuste de dos semitonos
La grabación de la pista de Harrison, "Taxman" empezó el 20 de abril, con una rítmica de 4/4 y una armonía en Re mayor, aunque se usan cierto tipo de alteraciones, como por ejemplo se usa el Do natural
La grabación de la canción comenzó el 20 de abril, pero las tomas que se grabaron ese día no se usaron y se volvió a grabar el 21 de ese mes. Ese día se grabó (en cuatro canales) la batería, el bajo, la voz (luego sobregrabada) y las guitarras distorsionadas de Harrison, y los coros de Lennon y McCartney. Se terminó el 21 de junio. Harrison le pidió a Paul McCartney que colaborara con las guitarras y McCartney grabó el solo, además del bajo, Ringo, aparte de la batería, tocó la pandereta y el cencerro
La grabación de "I'm Only Sleeping" comenzó el 27 de abril de 1966 con once tomas de la pista de ritmo, comprende dos guitarras acústicas, bajo y batería. Se grabaron otras cinco tomas de la canción pero ninguna de ellas se utilizó. La toma 11 fue elegida como la mejor y dos días después Lennon agregó su voz principal. El 5 de mayo, George Harrison escribió y grabó la parte de guitarra doble. Al día siguiente, la grabación fue completada por los coros de Lennon, McCartney y Harrison.
La canción presenta el sonido único de un dúo de guitarra invertido interpretado por Harrison en una sesión de grabación nocturna de cinco horas con el productor George Martin. Harrison perfeccionó la parte con la cinta corriendo hacia atrás para que, cuando se invierte, se ajuste al estado de ánimo de ensueño. Una guitarra fue grabada con efecto de distorsión, la otra sin el efecto. El ingeniero Geoff Emerick describió el meticuloso proceso como "interminable". "Todavía puedo imaginar a George encorvado sobre su guitarra durante horas y horas", escribió Emerick en 2006, "auriculares apretados, cejas fruncidas en concentración".
Durante el descanso antes del segundo puente, se puede escuchar el sonido de un bostezo, precedido por Lennon diciéndole a McCartney: "Bosteza, Paul".
"Eleanor Rigby" nunca se caracterizó por tener una instrumentación de música popular común. Ninguno de los miembros tocó algún instrumento en él, aunque John Lennon y George Harrison contribuyeron con voces armoniosas. Al igual que canciones anteriores, como "Yesterday", "Eleanor Rigby" emplea un conjunto de cuerdas clásico, en este caso un octeto de músicos de estudio, compuesto por cuatro violines, dos violas y dos violonchelos, todos interpretando una partitura compuesta por George Martin. Donde Eleanor Rigby se toca principalmente en Staccatos, acordes con adornos melódicos. McCartney, reacio a repetir lo que había hecho en Yesterday, expresó explícitamente que no quería que las cuerdas parecieran demasiado empalagosas. En su mayor parte, los instrumentos se "duplican", es decir, sirven como un cuarteto de cuerda únicopero con dos instrumentos tocando cada una de las cuatro partes.
La canción fue grabada entre los días 28 y 29 de abril, y el 6 de junio, en los estudios 2 y 3, con Paul McCartney como voz principal y John Lennon y George Harrison haciendo los coros. Los demás músicos que participaron en la grabación de este tema son: Tony Gilbert, Sidney Sax, John Sharpe y Jurgen Hess en los violines; Stephen Shingles y John Underwood en las violas, y Derek Simpson y Norman Jones en los violonchelos.
McCartney empezó a grabar "For No One" como una pieza instrumental en el clavicordio, que George Martin había llevado al estudio. Originalmente llamada "Why Did It Die", y se inspiró en su novia Jane Asher, en una discusión que se suscitó en los Alpes suizos. Se grabó los días 9, 16 y 19 de mayo de 1966. Paul cantó, tocó el clavicordio (traído por George Martin de su hogar), el piano y el bajo, mientras Ringo tocó la batería y la tamborina.
El solo de trompa fue interpretado por Alan Civil. Paul quería incluir este instrumento porque siempre le había gustado, por lo que habló con George Martin y este quiso traer al mejor intérprete posible. Cuando Civil terminó de interpretar el excelente solo, Paul se atrevió a decirle que estaba bien, pero que podía hacerlo mejor. Finalmente, fue esa primera toma la que se utilizó.

## Canciones

### Los experimentos de Lennon
Lennon contribuyó con cinco canciones en el álbum.
- "I'm Only Sleeping" es una pista donde Lennon y Harrison tocaron las notas para la guitarra principal (y para la segunda guitarra en el solo de la canción) en orden inverso, después revirtieron la cinta y la mezclaron de esta manera en la canción. El sonido de la guitarra invertida le daba un tono somnoliento, siniestro y melancólico a la canción. Esto, junto con la letra al revés usada al final de la canción "Rain" (grabada por los Beatles en las sesiones del álbum, y lanzada por separado como sencillo) fue el primer caso de mensaje a la inversa, el cual Lennon descubrió después de estar cargando erróneamente una cinta de carrete a carrete hacia la inversa mientras estaba bajo los efectos de la marihuana.

- "She Said She Said" había sido inspirada por comentarios que recordó en un "viaje" de LSD que tomó con otros músicos amigos y con Peter Fonda. Según Lennon, bajo los efectos de la droga, Fonda había estado repitiendo reiteradas veces "I know what it's like to be dead" ("Se cómo es estar muerto"), a lo que Lennon respondía "Who put all that shit in your head?"... ("¿Quién puso toda esa "mierda" en tu cabeza?"). Esto, con cambios secundarios, formó parte del coro de la canción.

- "And Your Bird Can Sing" es la primera canción de Lennon en el lado B del disco, originalmente trabajada como "You Don't Get Me", fue una respuesta a The Rolling Stones, a quienes en veces Lennon los veía como imitadores y a Mick Jagger, por haber intentado coquetear con Cynthia Lennon, novia de Lennon. Después, John despreció a la pista, diciendo "Es mía, y es una total porquería".

- "Doctor Robert" es otro tema inspirado en las drogas con pequeñas partes de psicodelia, está basada en una persona real, hay varias teorías, acerca de un Doctor que los hizo probar LSD. Una de las teorías que rondan acerca de la canción es que se trata de Bob Dylan, que fue el que hizo al grupo probar la marihuana

- "Tomorrow Never Knows" es la pista que eclipsa toda la experimentación de los otros temas. Es una de las primeras canciones psicodélicas en grabarse en aquella época, con ciertas influencias desde la India, principalmente en sus demos y primeras tomas. Este tema también fue pionero en técnicas innovadoras, tales como la guitarra inversa (Extraída del solo de Taxman), los efectos procesados, la grabación vocal y el serpenteado de cinta. Musicalmente, se basó casi exclusivamente en un solo acorde, y la letra fue inspirada por el libro de Timothy Leary The Psychedelic Experience: A Manual Based on the Tibetan Book of the Dead, aunque el título también pudo provenir de un juego de palabras de Ringo Starr, más específicamente en una entrevista a The Beatles, esto hizo que se cambiara el título de la canción, ya que el tema se llamaría originalmente "The Void".

### Las melodías de McCartney
Paul, al igual que Lennon, contribuyó con 5 temas en Revolver.
- "Eleanor Rigby", es una de las canciones más notables de McCartney en el álbum. Fue lanzada como sencillo de doble cara A junto a "Yellow Submarine" —otra de sus composiciones— simultáneamente a este álbum. "Eleanor Rigby" enmarcó la imaginación lírica de McCartney en un intenso arreglo de cuerdas grabado por George Martin bajo la dirección del propio McCartney. Según Martin, su arreglo instrumental se lo había inspirado la partitura que Bernard Herrmann había hecho para la película Fahrenheit 451, de François Truffaut. Ringo confirmó que contribuyó con la línea sobre "Father McKenzie, writing the words of a sermon that no one will hear". Originalmente, la frase mencionaba a 'Father McCartney', sin embargo esta referencia fue eliminada porque podría conducir a los oyentes a pensar que se hablaba sobre el padre de Paul.
- "Here, There and Everywhere" ha sido citada por McCartney como una de las mejores canciones que él escribió y está fuertemente inspirada en el Pet Sounds de los The Beach Boys, especialmente en God Only Knows, incluso siendo originalmente planeada para tener un estilo mucho más parecido al de Beach Boys (Cosa que pasaría en 1968 con Back in the U.S.S.R.. La canción cuenta con una armonía alegre de soft rock, ausente en la mayor parte del disco y una instrumentación sutil, que sería uno de los momentos destacados de McCartney
- "Good Day Sunshine" fue una colaboración entre McCartney y Lennon, aunque se acredita siempre en su mayor parte a Macca, con una influencia de The Lovin' Spoonful y con un piano y batería predominante, el tema es bastante simple, pero irradia buena energía.
- "Got to Get You into My Life" fue un tributo a la música soul de Memphis inspirada por Stax Records, que utilizaba extensivamente instrumentación de vientos; aunque tiene el formato de una canción de amor, McCartney describió la canción como una "oda al acto de fumar marihuana". Fue lanzada al mercado como sencillo en 1976, diez años después del lanzamiento original del álbum.
- "For No One" fue escrita para la novia de McCartney, Jane Asher, con quien tenía constantes problemas de pareja, y ya McCartney le había escrito varias canciones, tales como I'm Looking Through You y You Won't See Me, del álbum anterior. La canción está inspirada específicamente en la pelea que tuvo con Jane Asher en un viaje de esquí en los Alpes suizos. Esta canción en especial, es muy melancólica, y la acompaña un estilo de pop barroco tan exquisito como el de Eleanor Rigby, además incluye un solo de trompa interpretada por Alan Civil.

### Las contribuciones de Harrison
Revolver fue también un álbum de gran avance para George Harrison como compositor, al contribuir con tres canciones en el disco.
- "Taxman", es el tema con el que empezaba el álbum (y en el que también contribuía Lennon, aunque con reticencia). Los "Mr. Wilson" y "Mr. Heat" de la letra se referían a Harold Wilson y a Edward Heath, que eran el primer ministro británico laborista y el líder conservador de la oposición, respectivamente, en aquella época. La canción hacía referencia al abusivo tipo de impuesto sobre la renta que pagaba la gente con grandes ingresos, como los Beatles, que a veces llegaba a alcanzar el 95 % de sus ganancias. En años posteriores, esto llevaría a muchos músicos de primera línea a exiliarse para evitar pagar impuestos. Un hecho relevante fue que en esta pieza, Paul McCartney tocó el solo de guitarra.
- "Love You To" ha sido una de las canciones más aclamadas del álbum y de las escritas por Harrison, puesto que si en Norwegian Wood (This Bird Has Flown) ya se veían las influencias de la India en George Harrison, en esta pista ya son totalmente visibles, siendo la primera vez que un grupo de música popular del Occidente recreaba música con influencias del Oriente.
- "I Want to Tell You", es la última pista del álbum escrita por Harrison. Trabajada originalmente como "I Don't Know" y "Superb Laxton", la canción incluye inspiraciones de la cultura india, especialmente en los últimos momentos de la pista donde el piano distorsionado y el bajo predominan el tema. Las letras representan la dificultad de Harrison para expresarse a través de las palabras.

### El aporte de Starr
- "'Yellow Submarine'" no fue escrita por Starr, pero si la cantó. La canción fue compuesta como una fusión de 2 canciones: la melodía de los versos de Lennon y el coro de Paul McCartney (). Cuando McCartney terminó de componerla modificando parte de la melodía y letra de la parte de Lennon, se la ofreció a Ringo Starr, ya que Paul había escrito el coro pensando en que Ringo la cantara. La canción, editada en un sencillo de doble cara A junto a "Eleanor Rigby", fue el único número 1 en el Record Retailer del Reino Unido de una canción de los Beatles cantada por Ringo Starr. En el Billboard Hot 100 de Estados Unidos llegó hasta el segundo puesto en 1966.

## Influencias del LSD y la marihuana
La pista más ligera de este álbum fue la infantil "Yellow Submarine". Es una fusión de 2 canciones, la primera parte de John Lennon y el coro de Paul McCartney (). McCartney aseguró que compuso "Yellow Submarine" como una canción infantil para que la cantara Ringo. Sin aparecer en los créditos, el cantante y compositor escocés Donovan ayudó con las voces y la escritura de la canción, pues se había convertido en amigo íntimo del grupo. También se pudo oír a Brian Jones, guitarrista de los Rolling Stones, haciendo tintinear unos cristales en el fondo. Mal Evans, road manager de los Beatles, también participó en la canción. Los Beatles, con la ayuda del equipo de producción, añadieron a la canción efectos de sonido pregrabados que encontraron en la biblioteca de cintas de los estudios de grabación de EMI. George Martin las había recopilado para producir las grabaciones de las comedias radiofónicas de The Goons.
Lennon afirmó que algunas de las letras alucinógenas de "She Said, She Said" se tomaron casi literalmente -aunque con cambios menores- de un intercambio que tuvo con el actor Peter Fonda. Lennon, Harrison y Starr estaban bajo la influencia del LSD en la casa alquilada por los Beatles en Benedict Canyon en Beverly Hills, California, en agosto de 1965. Fonda pasó por allí para ver a unos amigos suyos, miembros de los Byrds, y para conocer a los Beatles. Fonda le dijo a Harrison, "I know what it's like to be dead" ("Sé cómo es estar muerto"), porque de niño casi había muerto por la herida de un disparo que se hizo él mismo. Lennon le contestó: "Who put all that shit in your head?" ("¿Quién puso toda esa porquería en tu cabeza?)".
McCartney, como ya se comentó en un apartado anterior, había dicho que "Got To Get You into My Life", que durante mucho tiempo se ha supuesto una canción de amor, era de hecho una oda "al acto de fumar marihuana".
La canción "Doctor Robert" podría estar basada en una combinación de varias personas, en un principio en el dentista de los Beatles (el que primero les proporcionó LSD), pero también en el tratante de arte londinense Robert Fraser, un amigo íntimo del grupo que ocasionalmente les conseguía drogas, y que más tarde llevó a cabo la producción artística de la portada del álbum Sgt. Pepper's Lonely Hearts Club Band.

## Título y portada
El título del álbum se puso mucho en discusión, pues se pusieron en la mesa muchas opciones, tales como Abracadabra, pero el nombre ya estaba en uso por otra banda, después McCartney sugirió Magic Circle, a lo que Lennon, en respuesta a ese título, sacó el nombre Four Sides of the Circle, que fue rechazado pronto. Después de eso, al lanzamiento del álbum de The Rolling Stones, Aftermath, Starr sugirió en broma After Geography, y así, con títulos como Beatles in Safari y The Freewheelin' Beatles (en referencia al álbum de Bob Dylan, The Freewheelin' Bob Dylan), y no fue hasta que encontraron el nombre ideal con Revolver, que a pesar de lo que se puede creer a simple escucha, el nombre no viene solo del arma revólver, sino que también se inspira del movimiento giratorio de un tocadiscos ("revolving" en inglés).
La portada de Revolver fue creada por el bajista y artista de origen alemán Klaus Voormann, el cual era uno de los amigos más antiguos de los Beatles de su tiempo en Hamburgo a principios de la década de 1960. Las obras de arte de Voormann eran dibujos lineales, adornado con un collage, utilizando fotografías originarias en su mayoría entre 1964 y 1965 y tomadas por Robert Freeman. En los dibujos que representaban a los cuatro Beatles, Voormann se inspiró en el trabajo del ilustrador del Siglo XIX, Aubrey Beardsley, que fue objeto de una exposición de larga duración en el Museo de Victoria y Alberto de Londres en 1966 y fue muy influyente en temas de moda y diseño de la época. Voormann colocó las diversas fotos dentro de la maraña de cabello que conecta las cuatro caras. La fotografía da el efecto de que los dibujos muestran a cada Beatle "en otro estado de conciencia", de modo que las imágenes más antiguas parecen estar cayendo de ellos.

## Lista de canciones

### Lanzamiento británico
Todas las canciones escritas y compuestas por Lennon/McCartney, excepto donde esta anotado. 
| Cara 1 |                                         |                     |          |  |
| N.º    | Título                                  | Vocalista principal | Duración |  |
| 1.     | «Taxman» (George Harrison, John Lennon) | Harrison            | 2:39     |  |
| 2.     | «Eleanor Rigby»                         | McCartney           | 2:05     |  |
| 3.     | «I'm Only Sleeping»                     | Lennon              | 2:56     |  |
| 4.     | «Love You To» (George Harrison)         | Harrison            | 3:02     |  |
| 5.     | «Here, There and Everywhere»            | McCartney           | 2:23     |  |
| 6.     | «Yellow Submarine»                      | Starr               | 2:40     |  |
| 7.     | «She Said She Said»                     | Lennon              | 2:40     |  |
| 18:33  |                                         |                     |          |  |

| Cara 2 |                                        |                     |          |  |
| N.º    | Título                                 | Vocalista principal | Duración |  |
| 1.     | «Good Day Sunshine»                    | McCartney           | 2:10     |  |
| 2.     | «And Your Bird Can Sing»               | Lennon              | 2:02     |  |
| 3.     | «For No One»                           | McCartney           | 2:02     |  |
| 4.     | «Doctor Robert»                        | Lennon              | 2:15     |  |
| 5.     | «I Want to Tell You» (George Harrison) | Harrison            | 2:30     |  |
| 6.     | «Got to Get You into My Life»          | McCartney           | 2:32     |  |
| 7.     | «Tomorrow Never Knows»                 | Lennon              | 3:03     |  |
| 16:27  |                                        |                     |          |  |

### Lanzamiento estadounidense
El lanzamiento original en los Estados Unidos del LP Revolver, publicado en este país el 8 de agosto de 1966, señaló la última vez que Capitol alterara un álbum británico de los Beatles para el mercado estadounidense. Como tres de sus temas, "I'm Only Sleeping", "And Your Bird Can Sing" y "Doctor Robert", ya habían sido utilizados para el anterior álbum estadounidense Yesterday and Today, Revolver apareció en esta versión americana como un álbum de 11 cortes, en lugar de los 14 del original británico, acortando su duración respecto a la versión inglesa, por tanto, a los casi 28 minutos con que salió el álbum en Estados Unidos. La era del CD estandarizó este álbum a su configuración británica original.

Todas las canciones escritas y compuestas por Lennon-McCartney, excepto donde esta anotado. 
| Cara 1 |                                 |                     |          |  |
| N.º    | Título                          | Vocalista principal | Duración |  |
| 1.     | «Taxman» (George Harrison)      | Harrison            | 2:36     |  |
| 2.     | «Eleanor Rigby»                 | McCartney           | 2:11     |  |
| 3.     | «Love You To» (George Harrison) | Harrison            | 3:00     |  |
| 4.     | «Here, There and Everywhere»    | McCartney           | 2:29     |  |
| 5.     | «Yellow Submarine»              | Starr               | 2:40     |  |
| 6.     | «She Said She Said»             | Lennon              | 2:39     |  |
| 15:35  |                                 |                     |          |  |

| Cara 2 |                                        |                     |          |  |
| N.º    | Título                                 | Vocalista principal | Duración |  |
| 1.     | «Good Day Sunshine»                    | McCartney           | 2:08     |  |
| 2.     | «For No One»                           | McCartney           | 2:03     |  |
| 3.     | «I Want to Tell You» (George Harrison) | Harrison            | 2:30     |  |
| 4.     | «Got to Get You into My Life»          | McCartney           | 2:31     |  |
| 5.     | «Tomorrow Never Knows»                 | Lennon              | 3:00     |  |
| 12:12  |                                        |                     |          |  |

## Edición Super Deluxe
En 2022 como parte del relanzamiento de aniversario de varios álbumes de la banda, se lanzó un box Set Super Deluxe de Revolver (siendo el primero que no conmemora un cincuenta aniversario). Al igual que los demás de su tipo, también contiene un libro.
- Disco Uno: Nuevas mezclas del álbum por Giles Martin
- Disco Dos: Tomas y sesiones en el estudio
- Disco Tres: Tomas y sesiones en el estudio (además de cintas de trabajo)
- Disco Cuatro: Álbum en formato mono
- Disco Cinco: EP con el sencillo "Paperback Writer / Rain" tanto en mono como en estéreo

## Personal
The Beatles
- John Lennon: voz solista, segunda voz, armonía vocal; guitarra rítmica acústica, guitarra rítmica; burbujas con pajita en un cubo y voces de fondo en «Yellow Submarine»; órgano Hammond en «She Said She Said», armonio en «Doctor Robert»; pandereta en «I Want to Tell You»; órgano, loops de cinta y Mellotron en «Tomorrow Never Knows»; palmas; chasquido de dedos en «Here, There and Everywhere».
- Paul McCartney: voz solista, segunda voz, armonía vocal; bajo; guitarra solista (solo) en «Taxman»; voces de fondo en «Yellow Submarine»; piano; clavicordio en «For No One»; loops de cinta en «Tomorrow Never Knows»; palmas; guitarra acústica y chasquido de dedos en «Here, There and Everywhere».
- George Harrison: voz solista, armonía vocal, segunda voz; guitarra solista, guitarra con distorsión (fuzz), guitarra acústica en «Love You To»; bajo, pandereta en «Yellow Submarine»; maracas en «Doctor Robert»; guitarras, sitar, tanpura y loops de cinta en «Tomorrow Never Knows»; palmas; chasquido de dedos en «Here, There and Everywhere».
- Ringo Starr: voz solista en «Yellow Submarine»; batería, cencerro en «Taxman»; platillos en «For No One», pandereta; maracas; shaker en «She Said She Said»; loops de cinta en «Tomorrow Never Knows»; palmas; chasquido de dedos en «Here, There and Everywhere».

Músicos adicionales
- George Martin: solo de piano en «Good Day Sunshine», órgano en «Got to Get You into My Life»; y piano en «Tomorrow Never Knows».
- Octeto de cuatro violines, dos violas y dos violonchelos en «Eleanor Rigby», con arreglos y dirección orquestal de George Martin.
- Anil Bhagwat: tabla en «Love You To».
- Otros músicos hindúes sin acreditar: sitar y tanpura en «Love You To».
- Músicos de estudio: sección de metales en «Yellow Submarine».
- Alan Civil: trompa en «For No One».
- Quinteto de tres trompetas y dos saxos tenores en «Got to Get You into My Life».
- Mal Evans: bombo, coros y efectos de sonido en «Yellow Submarine».
- Marianne Faithfull, Pattie Harrison, George Martin, Neil Aspinall, Brian Jones, Alf Bicknell, Geoff Emerick: coros y efectos de sonido en «Yellow Submarine».

Producción
- George Martin: producción y mezclas.
- Geoff Emerick: ingeniero de sonido y mezclas.
- Phil McDonald: 2.º ingeniero de sonido y mezclas.
- Richard Lush: 2.º ingeniero de sonido en «Good Day Sunshine».
- Peter Vince: ingeniero de mezclas en «Got to Get You into My Life».
- Jerry Boys: 2.º ingeniero de mezclas.

Otros
- Klaus Voormann: diseño de la portada del álbum.
- Robert Whitaker: fotografía de la contraportada del álbum.

## Reconocimientos
| Publicación   | País | Premio                                                      | Año  | Puesto |
| ------------- | ---- | ----------------------------------------------------------- | ---- | ------ |
| The Virgin    | RU   | los 100 mejores álbumes de toda la historia a nivel mundial | 2009 | 1      |
| Stereo Review | EUA  | Los 50 mejores discos de la historia                        | 2006 | 1      |
| VH1           | EUA  | Los 100 mejores discos de la historia                       | 2006 | 1      |
| Rolling Stone | EUA  | Los 500 mejores discos de la historia.                      | 2012 | 3      |
| Q             | RU   | Los 100 mejores discos de la historia                       | 1988 | 2      |

## Posición en las listas de éxitos
| País                         | Lista (1966)        | Posición más alta | Semanas en la 1.ª pos. |
| ---------------------------- | ------------------- | ----------------- | ---------------------- |
| Reino Unido                  | Record Retailer     | N.º 1             | 7                      |
| Reino Unido                  | New Musical Express | N.º 1             |                        |
| Reino Unido                  | Melody Maker        | N.º 1             |                        |
| Estados Unidos (Versión USA) | Billboard           | N.º 1             | 6                      |
| Estados Unidos (Versión USA) | Record World        | N.º 1             |                        |
| Estados Unidos (Versión USA) | Cash Box            | N.º 1             |                        |

## Publicaciones
- Fuente.[39][40]

| País              | Fecha                   | Discográfica               | Formato      | Catálogo                                                    |
| Reino Unido       | 5 de agosto de 1966     | Parlophone                 | LP           | PMC 7009 (mono) PCS 7009 (estéreo)                          |
| Estados Unidos    | 8 de agosto de 1966     | Capitol Records            | LP           | T 2576 (mono) (Versión USA) ST 2576 (estéreo) (Versión USA) |
| Reedición mundial | 30 de abril de 1987     | EMI Records                | CD           | CDP 7 46441 2                                               |
| Estados Unidos    | 21 de julio de 1987     | Capitol Records            | LP           | CLJ 46441                                                   |
| Japón             | 11 de marzo de 1998     | Toshiba-EMI                | CD           | 51117                                                       |
| Japón             | 21 de enero de 2004     | Toshiba-EMI                | LP (remast.) | 60137                                                       |
| Reedición mundial | 9 de septiembre de 2009 | Parlophone Capitol Records | CD (remast.) | 0946 3 82417 2 0 (estéreo)                                  |
| Reedición mundial | 9 de septiembre de 2009 | EMI Records                | CD (remast.) | (mono)                                                      |